# غرنابه
 عربانه روستای کوچکی از توابع بخش اسیر در شهرستان مهر در جنوب استان فارس در جنوب ایران واقع شده‌است.

## منبع
- بخشایش، محمد نور، (دیوان محیا) ، ناشر: شرکت انتشارات جهان معاصر، تهران: چاپ اول، ۱۳۷۳ خورشیدی.